# فیلتر گاوسی
فیلتر گاوسی در حوزه پردازش تصاویر، صاف‌سازی تصاویر یکی از فعالیت‌های اساسی است که هدف آن، کاهش نویز و پالایش تصاویر است. فیلتر گاوسی، یکی از روش‌های محبوب در صاف‌سازی تصاویر است که با استفاده از تابع گاوسی برای کاهش نویز و ابراز جزئیات تصاویر، نتایج بسیار مطلوبی ارائه می‌دهد.

## مفهوم فیلتر گاوسی
فیلتر گاوسی، نوعی فیلتر همگن است که بر اساس توزیع گاوسی عمل می‌کند. تابع گاوسی یک توزیع احتمال پیوسته است که بر اساس مرکز و پهنای آن تعیین می‌شود. با استفاده از این تابع، فیلتر گاوسی به صورت یک نویز گوسی دومینه را روی تصویر اعمال می‌کند و باعث کاهش نویز و صاف‌سازی تصویر می‌شود.

## روش عملکرد فیلتر گاوسی
فیلتر گاوسی با اعمال تابع گاوسی بر روی تصویر، نویزهای با فرکانس بالا را کاهش داده و ابراز جزئیات تصویر را بهبود می‌بخشد. این فیلتر با ایجاد یک پنجره متحرک بر روی تصویر و محاسبه میانگین وزن‌دار از مقادیر پیکسل‌های همسایه، هر پیکسل جدید را با مقداری که تابع گاوسی آن را تعیین می‌کند، جایگزین می‌کند. این عمل برای هر پیکسل در تصویر تکرار می‌شود تا تمام تصویر صاف‌سازی شود.

## اجرای فیلتر گاوسی
برای اعمال فیلتر گاوسی، یک عملیات پیچش بین فیلتر ماسک و تصویر ورودی انجام می‌شود. ماسک، که همچنین به عنوان ماسک گاوسی شناخته می‌شود، یک ماتریس مربعی است که وزن‌دهی آن توسط تابع گاوسی تعیین می‌شود. اندازه ماسک تأثیر صاف‌کنندگی را مشخص می‌کند، به این معنی که ماسک‌های بزرگتر باعث تار شدن بیشتر می‌شوند. اجرای فیلترهای گاوسی می‌تواند با استفاده از الگوریتم‌ها و بسترهای مختلف صورت گیرد.

## استفاده‌های فیلتر گاوسی
فیلتر گاوسی در بسیاری از حوزه‌های پردازش تصویر کاربرد دارد. از جمله کاربردهای آن می‌توان به صاف‌سازی تصاویر عکاسی دیجیتال، بینایی ماشین، بهبود تصاویر و تشخیص لبه‌ها ، حذف نویز در تصاویر پزشکی، استخراج ویژگی‌ها در تشخیص الگوها و کاربردهای واقعیت افزوده اشاره کرد.
روش فیلتر گاوسی در صاف‌سازی تصاویر از نوع خطی است و می‌تواند به صورت یک بعدی یا دو بعدی عمل کند. در فیلتر گاوسی یک بعدی، تابع گاوسی را بر روی سطرهای تصویر اعمال می‌کنیم و سپس تابع گاوسی را بر روی ستون‌های تصویر نیز اعمال می‌کنیم. در فیلتر گاوسی دو بعدی، میانگین وزن‌دار از همسایگان در هر جهت محاسبه می‌شود و همزمان در سطرها و ستون‌های تصویر اعمال می‌شود.
در بینایی ماشین، از آنها برای وظایفی مانند تقسیم‌بندی تصاویر و تشخیص اشیاء استفاده می‌شود.
در بهبود تصاویر، فیلترهای گاوسی کیفیت تصویر را با کاهش نویز و حذف جزئیات غیرمطلوب بهبود می‌بخشند. الگوریتم‌های تشخیص لبه نیز اغلب از فیلترهای گاوسی به عنوان یک مرحله پیش‌پردازش استفاده می‌کنند تا تصویر را صاف‌تر کنند و عملیات استخراج لبه را آسان‌تر نمایند.
از ویژگی‌های مهم فیلتر گاوسی می‌توان به نرمالیزه شدن جمع وزن‌ها، تعیین پهنای تابع گاوسی، و اندازه پنجره متحرک اشاره کرد. انتخاب درست این پارامترها بستگی به خصوصیات تصویر و میزان نویز دارد.